# 小林貴
小林 貴（こばやし たかし、1月8日 -）は、日本の男性声優であり俳優。以前は湘南テアトロ☆デラルテに所属していた。

## 出演作品
※ 太字は主役またはメインキャラクター 

### テレビアニメ
- 絶対少年（宇宙人研究家）
- TAMALA ON PARADE（マジックハンド、雑誌、エクトプラズムB）

### 舞台
- 湘南テアトロ☆デラルテ（旧：湘南アクトステージ）
  - 第1回公演『見果てぬ夢』（杉洋平）
  - 第2回公演『煙が目にしみる』（原田正和）
  - 第4回公演『アルジャーノンに花束を』（フランク・ライリー）
  - 第6回公演『想い出のガーデニア』（ワビ助）
  - 第7回公演『微笑みのサムシング』（牧師）
  - 第8回公演『天使のいる珈琲店』（マスター）
  - 第9回公演『幸せのアルデンテ』（竹葉六三郎）※再演
  - 第10回公演『ウェルメイド家族』（山川ヒロシ）
  - 平塚市民演劇フェスティバル『素敵な花の咲かせ方』（ワビ助）
  - 第11回公演『シロツメクサの花咲く』（父）
  - 平塚市民演劇フェスティバル『十二人の怒れる男』（陪審員一〇号）
  - 劇団･湘南アクターズワンコインシアター『十二人の怒れる男』（陪審員一〇号）
  - 二宮町文化施設等振興協会支援公演『十二人の怒れる男』（陪審員一〇号）
  - 平塚市民演劇フェスティバル『別役実のコント検定!〜不条理な笑いのライセンスをあなたに』（『翼』他多数出演）
  - 第14回公演『ふしぎちゃん 完全版～HELLO＆GOOD-BYE～』（大徳寺）
  - 劇団･湘南アクターズワンコインシアター『ふしぎちゃん～HELLO＆GOOD-BYE』（大徳寺）
  - 平塚市民演劇フェスティバル『法王庁の避妊法～特別版』（高見医師）
  - 劇団･湘南アクターズワンコインシアター『法王庁の避妊法～完全版』（高見医師）
  - 劇団･湘南アクターズワンコインシアター『落語茶屋』（紺屋高尾）※“椿屋侘助”名義にて上演
- 客演
  - 劇団きさく座『お勝手の姫』（健太）

### テレビ
- スカイガール2（サイエンスチャンネル、男性客）
- 平塚市民演劇フェスティバル『素敵な花の咲かせ方』（SCN湘南チャンネル）
- 平塚市民演劇フェスティバル『十二人の怒れる男』（SCN湘南チャンネル）
- 平塚市民演劇フェスティバル『別役実のコント検定!〜不条理な笑いのライセンスをあなたに』（SCN湘南チャンネル）

### ラジオドラマ
- 連続ラジオドラマ劇場 2nd season ブラッドストーンの涙（FMおだわら）

### CDドラマ
- アニメ店長B'店長候補生（男性客）
- Vie Durant（レプリカントの少年）
- 愛と欲望は学園で（教師、生徒B）
- 拝み屋横丁顛末記

### その他
- Dr.中島クレーンクリニック